# Џенет Филдинг
Џенет Клер Махони (енгл. Janet Claire Mahoney; Бризбејн, 9. септембар 1953), позната под уметничким именом Џенет Филдинг (енгл. Janet Fielding), аустралијска је глумица. Филдингова је најпознатија по улози Теган Јованке у научно-фантастичној серији Доктор Ху.